# Tytus Chałubiński

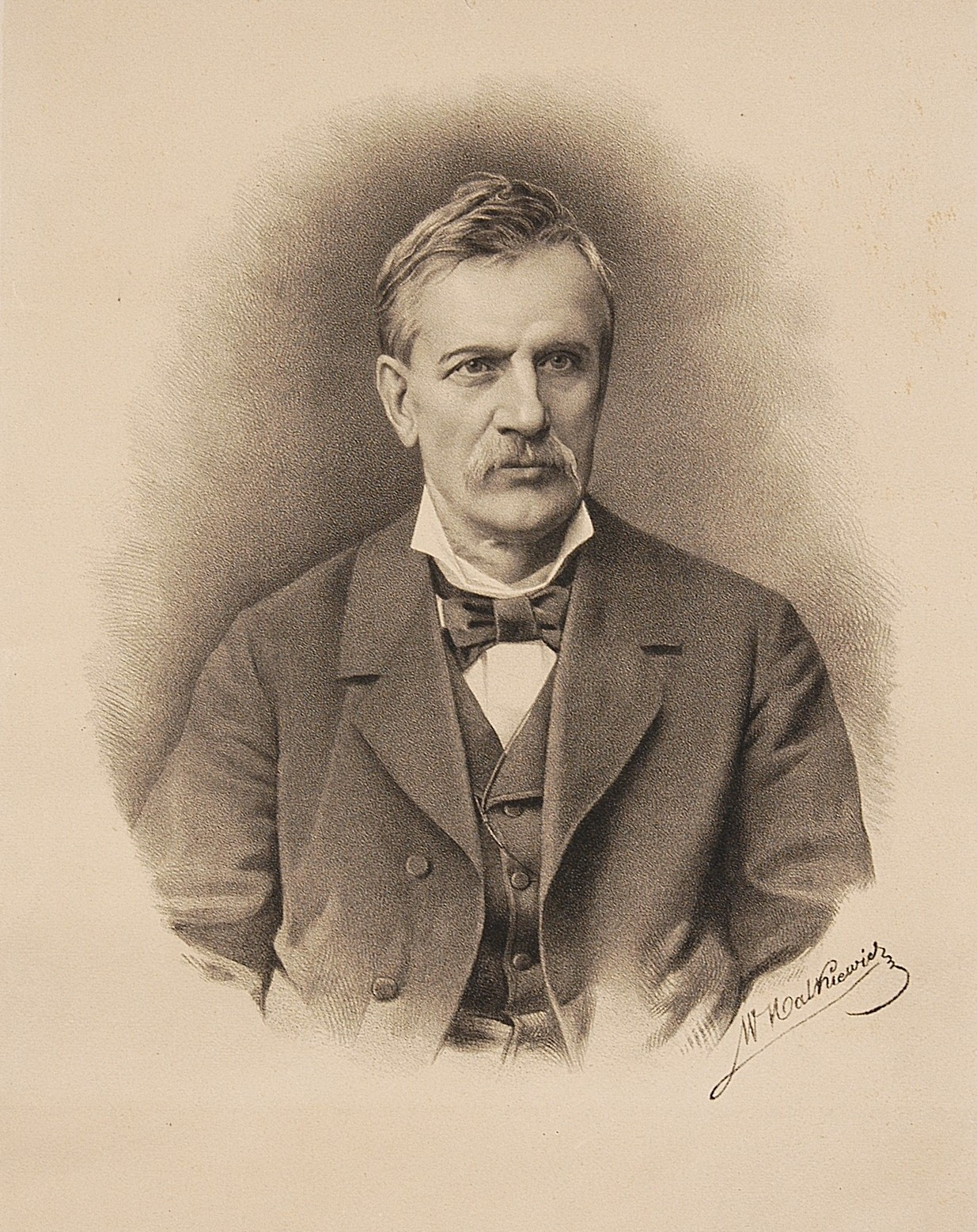
Chałubiński im Jahr 1880

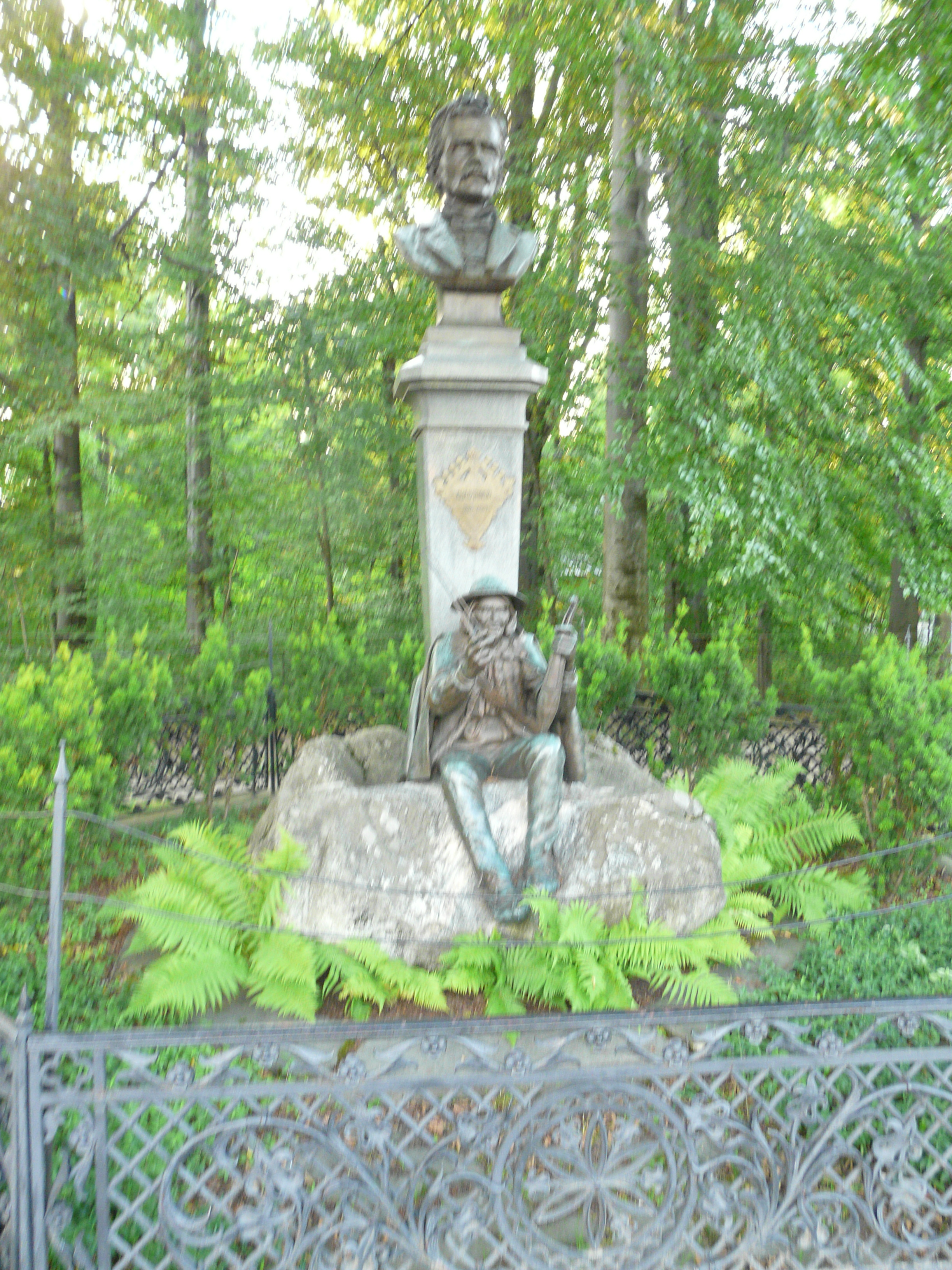
Denkmal Chałubińskis und Sabałas in Zakopane

Tytus Chałubiński (* 29. Dezember 1820  in Radom; † 4. November 1889 in Zakopane) war ein polnischer Arzt, Botaniker, Professor der Humanmedizin und Bergsteiger in der Tatra.

## Leben
Chałubiński studierte Humanmedizin und Botanik in Vilnius und an der Kaiserlichen Universität Dorpat. In Würzburg promovierte er zum Doktor der Humanmedizin. Ab 1845 praktizierte er als Arzt und Pathologe in Warschau. 1859 wurde er zum Professor der Pathologie und Therapie in Warschau berufen. Er war verheiratet mit Anna geb. Leszczyński, mit der er 1860 den Sohn Ludwig Chalubinski bekam. Seine Enkeltochter war die Geologin, Geografin und Hochschullehrerin Aniela Chałubińska. 
Ab Mitte des 19. Jahrhunderts begann Chałubiński Zakopane als Luftkurort zu erschließen und zu etablieren. 1873 war er einer der Gründungsmitglieder der Polnischen Tatra-Gesellschaft. Er erforschte den Einfluss des Bergklimas der Tatra auf die Behandlung von Krankheiten, insbesondere im Bereich der Lungenkrankheiten. Die Entwicklung Zakopanes als Kurort in der zweiten Hälfte des 19. Jahrhunderts ist zu einem großen Teil ihm zu verdanken. Mit Sabała führte er zahlreiche Bergbesteigungen in der Tatra durch, deren Flora er intensiv erforschte.
Chałubiński war einer der ersten Vertreter der Polnischen Schule der Philosophie der Medizin.

## Gedenken
Chałubiński wurde auf dem Friedhof Ehrenfriedhof in Zakopane bestattet. 1901 wurde für ihn in Zakopane ein erstes Denkmal errichtet. Zwei Jahre später wurde ihm und Sabała ein von Stanisław Witkiewicz entworfenes, gemeinsames Denkmal in Zakopane gesetzt. Einige von ihm entdeckte Pflanzenarten der Tatra wurden nach ihm benannt, wie z. B. die Algenarten Peridinium chalubinskii und Chalubinskia tatrica. Auch der Bergpass Wrota Chałubińskiego in der Hohen Tatra trägt seinen Namen, ebenso das Stadtkrankenhaus in Zakopane und zahlreiche Straßen in ganz Polen.